# 豆盧通
豆卢通（539年—597年），一名会，字平东，昌黎郡徒河县（今辽宁省锦州市）人，北周、隋朝官员。

## 生平
豆卢通宽大忠厚有器量，北周时期，豆卢通从小就以父亲豆卢永恩的功劳，获赐爵临贞县侯，食邑一千户，很快出任大都督，升任仪同三司。豆卢通获大冢宰宇文护引荐，统领亲信兵，改封沃野县公，食邑四千七百户。后加开府，历任武贲中大夫、北徐州刺史。
杨坚担任丞相时，尉迟迥起兵反对杨坚，派遣自己任命的莒州刺史乌丸尼率领部众进攻北徐州。豆卢通迎击乌丸尼的军队，将他击败，获赐物八百段，进位大将军。
开皇初年，豆卢通进爵南陈郡公，不久被征召入朝，以原本的官职担任都城宿卫。开皇元年四月八日（581年5月26日）之前，豆卢通出任使持节、定州诸军事、定州刺史，娶隋文帝的妹妹昌乐长公主。开皇九年冬季十一月壬辰（589年12月15日），豆卢通等人上表，请求封禅，隋文帝不同意。豆卢通之后转任相州刺史，受到的恩遇更厚。开皇十五年六月庚寅（595年7月15日），豆卢通进贡绫文布，隋文帝命令在朝堂上烧掉。豆卢通又升任夏州总管、洪州总管，所任职之处都有宽宏仁厚的名声。开皇十七年（597年），豆卢通在洪州总管任内去世，虚岁五十九，谥号安。儿子豆卢宽。

## 家庭

### 兄弟姐妹
- 豆卢𪟝，隋朝上柱国、夏州总管、楚襄公
- 豆卢昊，北周大都督
- 豆卢整，隋朝大都督
- 豆卢氏，嫁北周上柱国、齐炀王宇文宪

### 子女
- 豆卢氏，嫁唐朝左武侯大将军、陈容公窦抗[11][12]
- 豆卢宽，唐朝光禄大夫、芮定公